# 约瑟夫·丹斯
约瑟夫·丹斯（英語：Joseph Dines，1886年4月12日—1918年9月27日），英国男子足球运动员，司职后卫。他曾代表英国国家队参加1912年夏季奥林匹克运动会足球比赛，获得一枚金牌。